# Aïn Tine
Aïn Tine ou Aïn Tinn, ou então Belfort (em árabe: عين التين), é uma cidade e comuna localizada na província de Mila, Argélia. Segundo o censo de 2008, a população total da cidade era de 7 780 habitantes.